# Melanotaenia goldiei
Melanotaenia goldiei är en fiskart som först beskrevs av Macleay, 1883.  Melanotaenia goldiei ingår i släktet Melanotaenia och familjen Melanotaeniidae. Inga underarter finns listade i Catalogue of Life.